# Arthur Barrow
Arthur Barrow (San Antonio, Texas, 1952. február 28. –) több hangszeren játszó zenész, legismertebbé a Frank Zappa mellett töltött évek tették, de dolgozott a Doors vagy Joe Cocker lemezein, ahogy több híres filmzenén is.

## A kezdetek
Barrow apja zongorán és orgonán játszott. Barrow 13 évesen a szomszédság autóinak mosásából szerzett pénzen vette meg az első gitárját (Alamo márkájút) és az első, Kent erősítőjét. Hallás után tanult meg zenélni, a The Ventures, később Jimi Hendrix, még később Frank Zappa lemezeit másolva. Helyi bandákban játszott a hatvanas évek végén, 1970-ben klasszikus orgonaleckéket kezdett venni.
1971 és 75 között a texasi Dentonban a North Texas State Universityre járt, ahol komponálni és orgonálni tanult, ott kezdett el 1974-ben basszusgitározni tanulni. Kiváló eredménnyel diplomázott.
1975-ben Los Angelesbe költözött a profi zenészi karrierjét elindítandó, amiben komoly célként szerepelt a Zappa zenekarába való bekerülés. Minden zenei munkát elvállalt: játszott éjszakai klubokban, bárokban, esküvőkön. 1976-ban találkozott Robby Kriegerrel és szintetizátorszólamokat játszott fel a Doorsszal az American Prayer nagylemezre. Bruce Fowlerrel és  Don Prestonnal Loose Connection néven alakított dzsessz együttest a hetvenes évek végén. Felléptek néhányszor Los Angelesben és készítettek pér felvételt Vinnie Colaiutával 1978 decemberében.

## Frank Zappánál
1978 nyarán sikeresen átment a meghallgatáson és csatlakozhatott Frank Zappa együtteséhez. 1979-től a "klüónmester" feladatköre is az övé lett: Zappa távollétében ő vezette a próbákat. A csapat napi 8-10 órát próbált, heti öt napon át. A nap első felében ő vezetett a próbákat, amit Zappa vett át mikor megérkezett. Öt turnét csinált végig Zappánál, és vagy tucatnyi  albumán hallható a játéka. Érdekesség, hogy 1980 decembere után a turnézenekarnak már nem volt tagja, de stúdiómunkákkal körülbelül 1983-ig Zappánál maradt.

## Zappa után
1994-ben a stuttgarti Jazz Open Festival felkérésére Zappa korábbi zenésztársai létrehozták a The Band From Utopia alkalminak szánt együttest, ami azonban (némi tagcserékkel ugyan, de) viszonylag tartós maradt: a 94-es koncert felvételének kiadása (és folyamatos turnézás) után 2002-ben egy stúdiólemezt is készítettek részint Zappa szerzeményeiből, részint saját darabokból.
Barrow a nyolcvanas évek elején együtt írt és zenélt Robby Kriegerrel. Közösen alakítottak egy Red Shift nevű (rövidéletű) zenekart, volt néhány felvételük és fellépésük Los Angeles környékén. Ekkorra figyelmét egyre inkább az otthoni zenefelvételekre fókuszálta.
A nyolcvanas évek közepén kezdett dolgozni Giorgio Moroderrel olyan filmek zenéjén, mint A sebhelyesarcú (Scarface) vagy a Top Gun. Billentyűs hangszereken, basszusgitáron játszott és hangszereléseket készített többek között Joe Cocker, Diana Ross, Billy Idol, a Berlin, a The Motels részére.
1985-ben Los Angeles Mar Vista negyedében nyitotta meg a stúdióját, ahol sok lemez és filmzene felvételét készítette el. Három szólólemezt adott ki, jelenleg a negyediken dolgozik. 1994-ben alapító tagja a Zappa zenésztársaiból álló Band From Utopiának, akikkel 2 lemezt adnak ki, és többükkel később is dolgozik még együtt. A stúdiójában vették fel Jon Larsen Strange News From Mars című, Zappa-inspirálta lemezét a következő közreműködőkkel: Tommy Mars, Bruce Fowler és  Vinnie Colaiuta, vagy – The Mar Vista Philharmonic néven – a "No Forest Fire" (2009) című lemezt.

## Diszkográfia

### Frank Zappa lemezein
- Joe’s Garage Act I (Zappa, 1979)
- Joe’s Garage Acts II & III (Zappa, 1979)

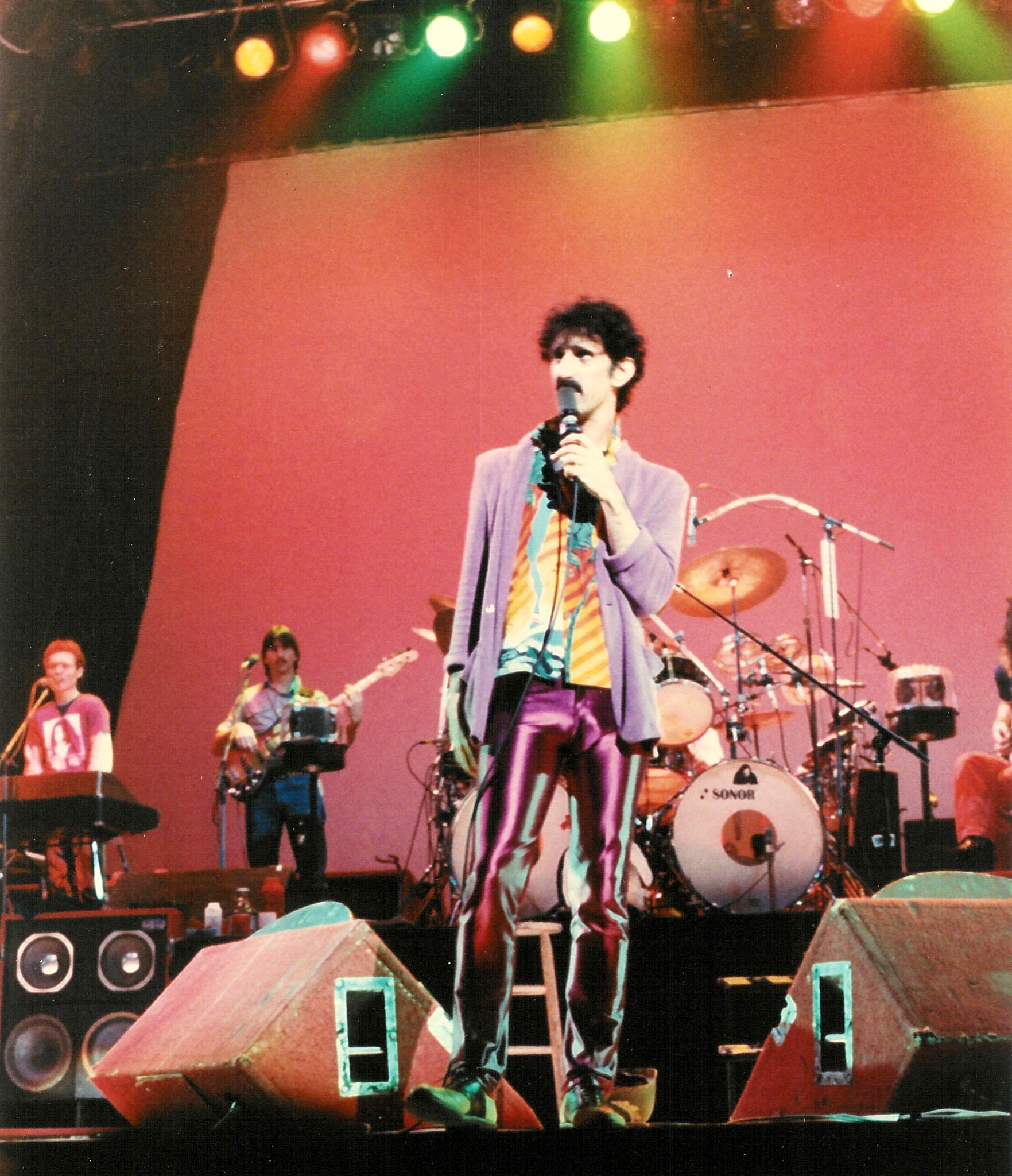
Arthur Barrow (baloldalt, basszusgitárral), Frank Zappa csapatában, Buffalo, 1980 október 25.

- Tinseltown Rebellion (Frank Zappa, 1981)
- Shut Up ’n Play Yer Guitar (Zappa, 1981)
- You Are What You Is (Zappa, 1981)
- Ship Arriving Too Late to Save a Drowning Witch (Zappa, 1982)
- The Man from Utopia (Zappa, 1983)
- Them or Us (Zappa, 1984)
- Frank Zappa Meets the Mothers of Prevention (Frank Zappa, 1985)
- Guitar (Frank Zappa, 1988)
- You Can’t Do That on Stage Anymore Vol. 1 (Zappa, 1988)
- You Can’t Do That on Stage Anymore Vol. 4 (Zappa, 1991)
- You Can’t Do That on Stage Anymore Vol. 6 (Zappa, 1992)
- We’re Only in It for the Money (The Mothers Of Invention, 1968) – basszusszólam a CD-újrakiadáson
- Cruising With Ruben & The Jets (The Mothers Of Invention, 1968) – basszusszólam a CD-újrakiadáson
- The Lost Episodes (Frank Zappa, 1996)
- Halloween (Frank Zappa – Audio DVD, 2003)
- Trance-Fusion (Zappa Records 2006)
- Buffalo (2 CD, Vaulternative, 2007)
- The Lumpy Money Project/Object, (3 CD, Zappa Records ZR20008, 2009)

### The Doors
- An American Prayer

## Szólólemezek
- Music For Listening (1991) ) – közreműködik: Walt Fowler, Bruce Fowler, Tom Fowler, Robert Williams
- Eyebrow Razor (1995) – közreműködik: Zappa több korábbi zenésztársa
- Ab3 (1999) – közreműködik: Tommy Mars, Bruce Fowler, Robert Williams
- On Time (2003) – közreműködik: Vinnie Colaiuta, Tommy Mars, Bruce Fowler, Robert Williams és Don Preston;

## The Band(ed) From Utopia
- The Band From Utopia (1995)
- A Tribute To The Music Of Frank Zappa (DVD – 2001)
- So Yuh Don't Like Modern Art (2002)

## Mások lemezein (válogatás)
- Ike Willis: Shoulda Gone Before I Left (1988) – közreműködik: Ray White, Arthur Barrow, Jeff Hollie
- Robbie Krieger: No Habla (1988)
- Robbie Krieger: Versions/Robbie Krieger (1996)
- Billy Idol: Charmed Life (1989)
- Jon Larsen: Strange News From Mars (2007)
- Jon Larsen: The Jimmy Carl Black Story (2008– közreműködik: Jimmy Carl Black & Tommy Mars
- Don Preston: Vile Foamy Ectoplasm (1993)
- Joe Cocker: 9 és 1/2 hét(filmzene) – "You Can Leave Your Hat On"
- Joe Cocker:  Teachers (filmzene) – "On the Edge of a Dream"